# Hongrie aux Jeux olympiques de 1908
Sur les neuf médailles conquises par la délégation hongroises trois le furent  en escrime, plus précisément dans l’épreuve du sabre totalement dominée par les Magyars vainqueurs de l’épreuve par équipes et de l’épreuve individuelle remportée par Jenő Fuchs. Ce dernier décrochant à Londres deux médailles d’or qui allaient précéder deux autres qu’il devait rapporter de Stockholm, en 1912. La troisième médaille d’or remportée par les Hongrois fut conquise par le lutteur Richard Weisz, en plus de 93,0 kg. Athlète remarquablement polyvalent, ayant remporté des championnats hongrois de lancer du marteau, d'escrime et d'haltérophilie, ainsi que le titre national de lutte des poids lourds à cinq reprises 

## Bilan global

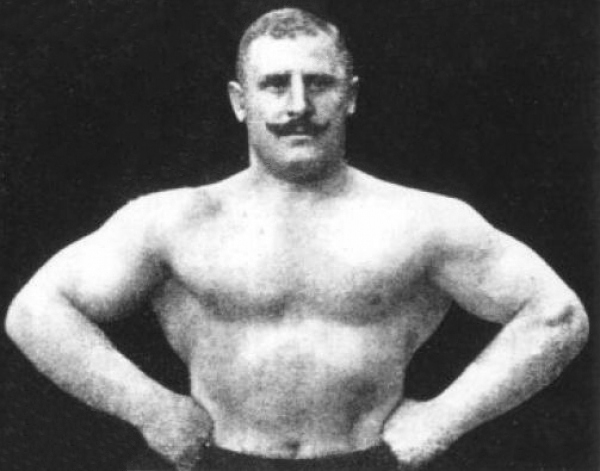
Richárd Weisz champion olympique en lutte gréco-romaine.

| Sport      | Médaille d'or, Jeux olympiques | Médaille d'argent, Jeux olympiques | Médaille de bronze, Jeux olympiques | Total |
| Athlétisme | 0                              | 1                                  | 1                                   | 2     |
| Escrime    | 2                              | 1                                  | 0                                   | 3     |
| Aviron     | 0                              | 0                                  | 1                                   | 1     |
| Lutte      | 1                              | 0                                  | 0                                   | 1     |
| Natation   | 0                              | 2                                  | 0                                   | 2     |
|            | 3                              | 4                                  | 2                                   | 9     |

## Liste des médaillés

### Médailles d'or
| Sport             | Discipline                                                       | Sportifs |
| Médailles d’or 3  |                                                                  |          |
| Escrime           |                                                                  |          |
| Sabre individuel  | Jenő Fuchs                                                       |          |
| Sabre par équipes | Jenő Fuchs, Oszkár Gerde, Péter Tóth Lajos Werkner, Dezső Földes |          |
| Lutte             |                                                                  |          |
| Poids lourds      | Richard Weisz                                                    |          |

### Médailles d'argent
| Sport                   | Discipline                                                  | Sportifs |
| Médailles d’argent 4    |                                                             |          |
| Athlétisme              |                                                             |          |
| Saut en hauteur         | István Somodi                                               |          |
| Escrime                 |                                                             |          |
| Sabre Individuel Hommes | Béla Zulavszky                                              |          |
| Natation                |                                                             |          |
| 100 mètres nage libre   | Zoltán von Halmay                                           |          |
| 4 × 200 m nage libre    | József Munk, Imre Zachár Béla Las-Torres, Zoltán von Halmay |          |

### Médailles de bronze
| Sport                 | Discipline                                        | Sportifs |
| Médailles de bronze 2 |                                                   |          |
| Athlétisme            |                                                   |          |
| Relais olympique      | Pál Simon, Frigyes Mezei József Nagy, Ödön Bodor< |          |
| Aviron                |                                                   |          |
| Un rameur - skiff     | Karoly Leviczky                                   |          |